# Landwind Rongyao

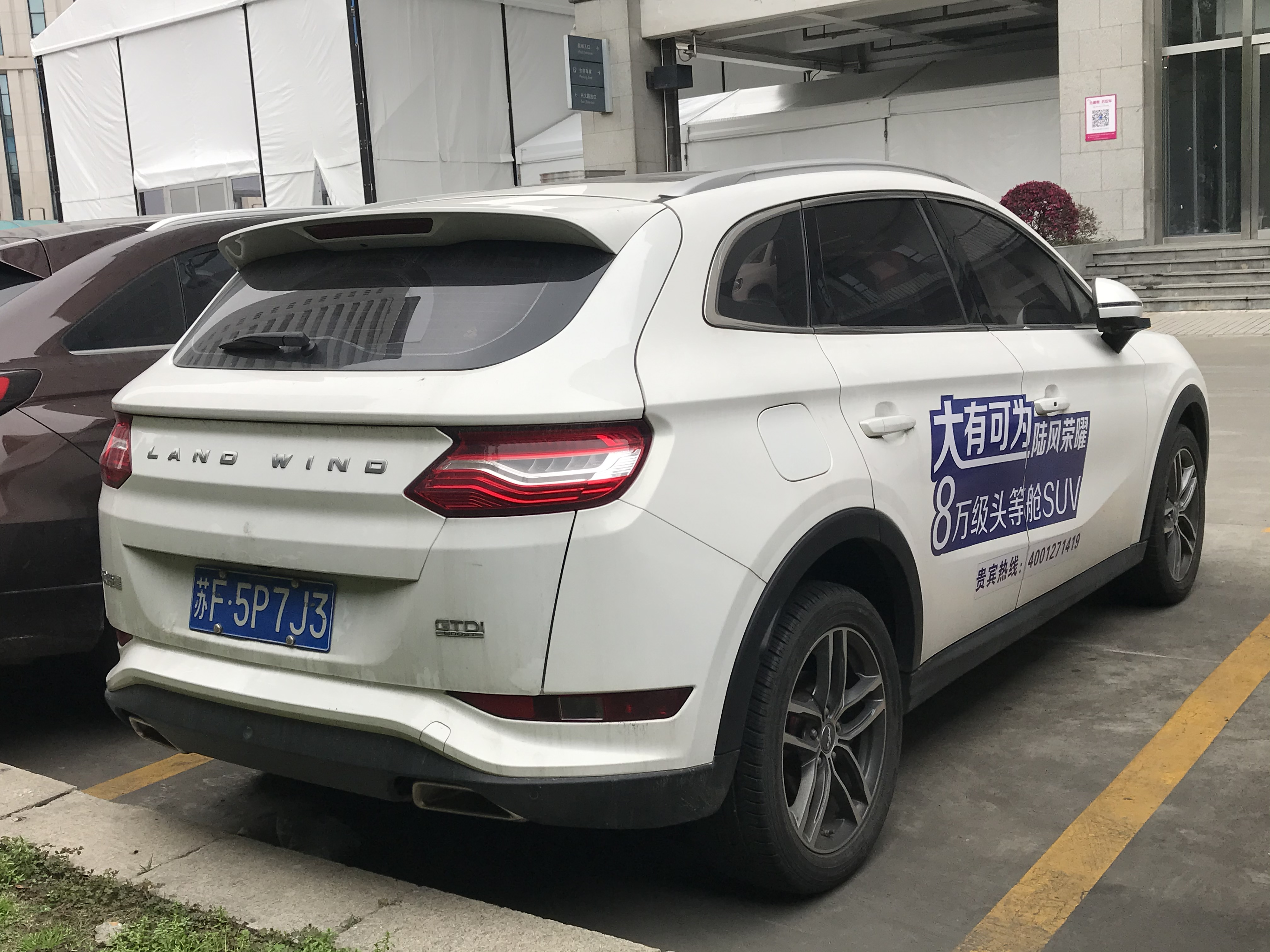
Вид сзади

Landwind Rongyao (荣曜) — компактный кроссовер, производившийся в 2019—2021 годах китайской компанией Landwind.

## Описание
На этапе разработки автомобиль назывался Landwind E315. Дебют состоялся в 2019 году на автосалоне в Шанхае.
Дизайн разработан Джорджетто и Фабрицио Джуджаро в стиле GFG.

## Технические характеристики
Landwind Rongyao оснащён 1,5-литровым рядным четырёхцилиндровым двигателем с турбонаддувом, который сочетался в паре с шестиступенчатой механической или же с семиступенчатой трансмиссией с двойным сцеплением.